# Orlando Sá
Orlando Carlos Braga de Sá (* 26. Mai 1988 in Barcelos, Portugal), genannt Orlando Sá, ist ein ehemaliger portugiesischer Fußballspieler und Nationalspieler.

## Karriere

### Vereinskarriere
Sá begann seine Karriere in der Jugend von Sporting Braga. Zur Saison 2007/08 wurde er in den Profikader hochgestuft, kam allerdings nicht zum Einsatz, da er noch vor Beginn der Saison an den damaligen Drittligisten SC Maria da Fonte ausgeliehen wurde. Nach guten Leistungen für Maria Fonte kehrte er zur Saison 2008/09 zu Braga zurück, für die er am 5. Januar 2009 sein Profidebüt im Spiel gegen Belenenses Lissabon gab. Sein erstes Tor erzielte Sá am 7. März gegen Estrela Amadora zum 2:2-Ausgleich. Am 1. Juni gab er seinen Wechsel zum portugiesischen Meister FC Porto bekannt. Zur Saison 2010/11 wurde er an Nacional Funchal ausgeliehen, nachdem er in der Saison 2009/10 beim FC Porto nur zu zwei Liga-Einsätzen kam. 2011 unterschrieb er einen Vertrag beim englischen Erstligisten FC Fulham. Am 30. Juni 2012 wurde der Vertrag jedoch nach beidseitigem Einvernehmen aufgelöst. Einen Monat später, am 30. Juli 2012, unterschrieb er bei AEL Limassol einen Vertrag über drei Jahre.
Am 14. Februar 2014 wurde er vom polnischen Erstligisten Legia Warschau verpflichtet. In Polen wurde er sowohl Pokalsieger, wie auch Meister. Zu Beginn der Saison 2015 wechselte er zum englischen Verein FC Reading, der zu diesem Zeitpunkt in der Football League Championship, der zweithöchsten englischen Liga, spielte.
Von dort wechselte er Ende Januar 2016 zum israelischen Club Maccabi Tel Aviv. Im Sommer 2016 unterzeichnete Sa beim belgischen Erstdivisionär Standard Lüttich einen Vertrag mit einer Laufzeit von vier Jahren.
Am 28. Februar 2018 wurde eine vorzeitige Vertragsauflösung und ein Wechsel zum chinesischen Verein Henan Jianye in der höchsten chinesischen Spielklasse, der Chinese Super League, vereinbart. Nachdem er dort während der Hälfte der Spiele nicht im Kader stand, kehrte Sa im Sommer 2018 zu Standard Lüttich zurück.
Seit Mai 2019 kann Sa wegen einer Teilruptur der Achillessehne am linken Fuß nicht spielen. Die zunächst erwartete Verletzungspause von fünf Monaten dauerte tatsächlich bis Ende Dezember 2019. Nach seiner Genesung gehörte Sa für den Rest der Saison 2019/20 nicht dem jeweiligen Spieltagskader an. Nach dem Abbruch der Saison infolge der COVID-19-Pandemie einigte er sich mit Standard über eine einvernehmliche Vertragsauflösung. Eine letzte Saison beim spanischen Zweitligisten FC Málaga schloss sich an.

### Nationalmannschaft
Sein Debüt für die portugiesische Nationalmannschaft gab Sá am 11. Februar 2009 in einem Freundschaftsspiel gegen Finnland (Endstand: 1:0), als er in der 57. Minute für Hugo Almeida eingewechselt wurde. Drei Monate vorher wurde er dadurch auffällig, dass er im Spiel der portugiesischen U-21 einen Hattrick gegen Spanien erzielte. Seit 2009 erfolgte kein Länderspiel-Einsatz mehr.

### Erfolge
- Portugiesischer Pokalsieger 2010
- Polnischer Meister 2014
- Polnischer Pokalsieger 2015